# Didugua
Didugua is een geslacht van vlinders van de familie tandvlinders (Notodontidae).

## Soorten
- D. argentilinea Druce, 1891
- D. leona Druce, 1898
- D. modica Dognin, 1924